# فاني (دوديكانيسوس)
فاني (Φάναι) هي مدينة في دوديكانيسوس في اليونان.